# Ruská Poruba
Ruská Poruba est un village de Slovaquie situé dans la région de Prešov.

## Histoire
Première mention écrite du village en 1454.

## Démographie

### Évolution de la population
| Année:               | 1994. | 2004.   | 2014.    | 2024.    |
| -------------------- | ----- | ------- | -------- | -------- |
| Nombre de personnes: | 276   | 286     | 238      | 205      |
| Différence:          |       | +3,62 % | -16,78 % | -13,86 % |

| Année:               | 2023. | 2024.   |
| -------------------- | ----- | ------- |
| Nombre de personnes: | 199   | 205     |
| Différence:          |       | +3,01 % |